# Morville-sur-Andelle
Morville-sur-Andelle – miejscowość i gmina we Francji, w regionie Normandia, w departamencie Sekwana Nadmorska.
Według danych na rok 1990 gminę zamieszkiwały 173 osoby, a gęstość zaludnienia wynosiła 33 osoby/km² (wśród 1421 gmin Górnej Normandii Morville-sur-Andelle plasuje się na 728. miejscu pod względem liczby ludności, natomiast pod względem powierzchni na miejscu 669.).